# 資宗王
資宗王（すけむねおう、建久2年（1191年） - 没年不詳）は、鎌倉時代の公家。兵部卿・仲資王の次男。官位は従二位・神祇伯。

## 経歴
後鳥羽院政期初頭の建仁元年（1201年）王氏爵により従五位下に叙爵する。神祇伯を世職としていた花山王氏は兄・業資王が継いでいたため、元久2年（1205年）資宗王は源朝臣姓を与えられ、侍従に任官する。建永2年（1207年）従五位上に昇叙されるが、翌承元2年（1208年）5月に殿上にて蔵人頭・葉室光親に対して放言を浴びせ、一時解官となった。
同年12月に赦されて官界に復帰すると、建保3年（1215年）正五位下、建保6年（1218年）従四位下、承久元年（1219年）右近衛少将と羽林家の官歴を辿り、承久4年（1222年）には従四位上に昇叙される。しかし、元仁元年（1224年）兄・業資王が没したため、資宗王は神祇伯に補せられ王氏に戻って花山王氏を継いだ。元仁2年（1225年）正四位下、嘉禄2年（1226年）従三位と昇進して、業資王の極位に並んだ。
その後、天福2年（1234年）正三位に昇叙されて、父・仲資王の極位に並び、暦仁元年（1238年）には花山王氏として初となる従二位にまで昇った。仁治2年（1241年）兄・業資王の子である源資光を差し置いて、自身の子息である資基王に神祇伯を譲る。このため、花山王氏は二流に分裂し、数世代に亘って神祇伯の官職を巡る相論が続くことになった。
寛元2年（1244年）出家。最終官位は神祇伯従二位。

## 官歴
『公卿補任』による。
- 建仁元年（1201年） 7月24日：従五位下（氏爵、大嘗会）
- 元久2年（1205年） 8月9日：賜姓（源氏）、侍従
- 建永2年（1207年） 正月5日：従五位上（簡一）
- 承元2年（1208年） 5月26日：解官（於殿上放言頭光親朝臣之故也）。12月13日：還任
- 承元3年（1209年） 正月13日：兼加賀権介
- 建保3年（1215年） 正月5日：正五位下
- 建保6年（1218年） 12月4日：従四位下、侍従如元
- 承久元年（1219年） 12月17日：右近衛少将
- 承久4年（1222年） 正月24日：従四位上
- 元仁元年（1224年） 閏7月28日：帰王氏、神祇伯
- 元仁2年（1225年） 正月25日：正四位下（父豊後国重任功）
- 嘉禄2年（1226年） 正月5日：従三位、神祇伯如元
- 嘉禄3年（1227年） 正月26日：兼美濃権守
- 天福2年（1234年） 正月23日：正三位
- 暦仁元年（1238年） 12月20日：従二位
- 仁治2年（1241年） 10月13日：辞神祇伯（譲男資基王）
- 寛元2年（1244年） 2月19日：出家（前神祇伯従二位）

## 系譜
『尊卑分脈』による。
- 父：仲資王
- 母：卜部基仲の娘
- 妻：藤原盛実の娘
  - 男子：資基王（?-1264）
  - 男子：源康成 - もと淳資または守資
  - 女子：宗子女王
  - 女子：吉子女王